# Colpotrochia munda
Colpotrochia munda là một loài tò vò trong họ Ichneumonidae. Loài này được Momoi miêu tả khoa học lần đầu tiên năm 1966.